# Europäische Filmakademie

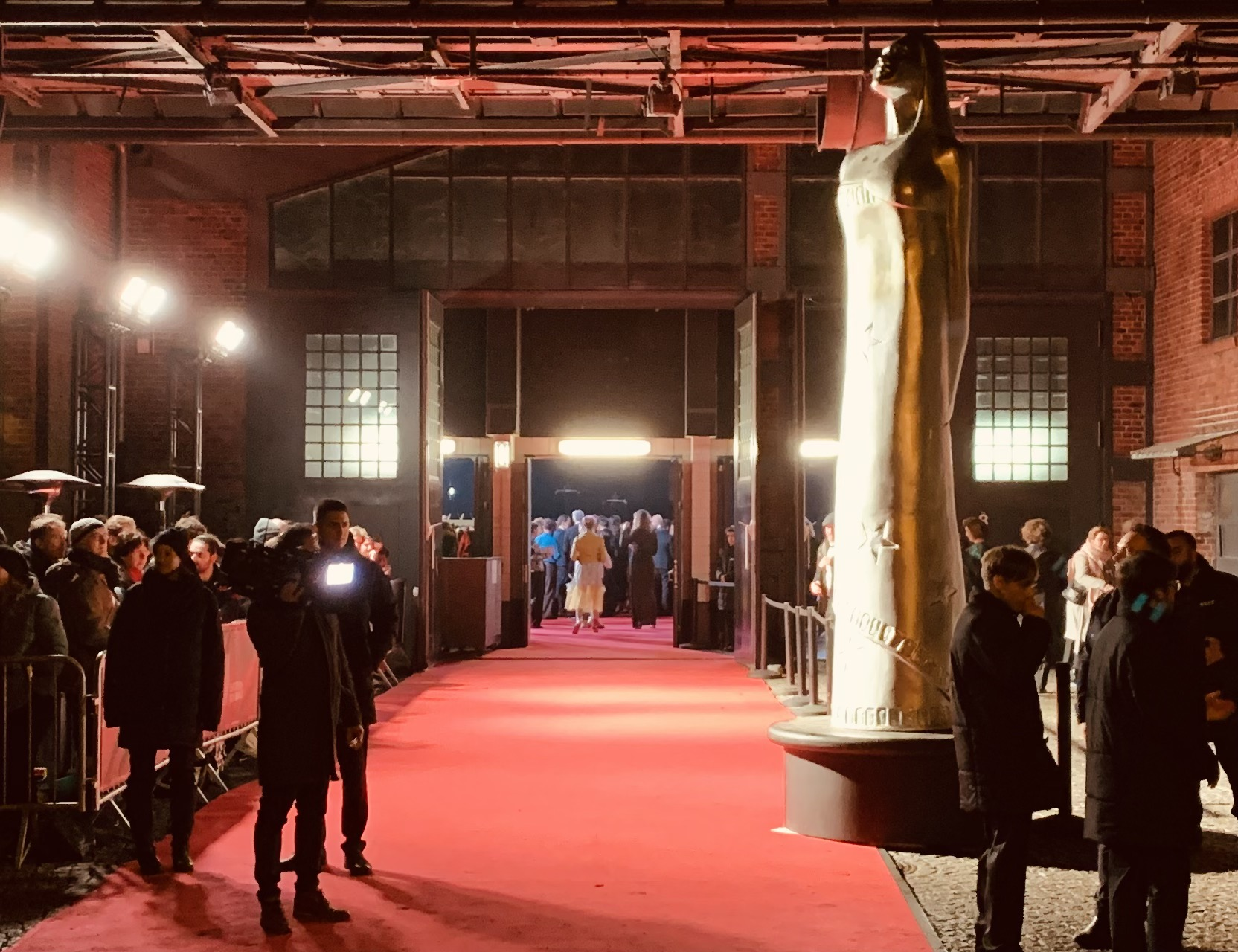
Die 36. Verleihung des Europäischen Filmpreis durch die Europäische Filmakademie

Die Europäische Filmakademie e. V. (EFA, englisch European Film Academy) wurde 1988 durch eine Initiative von Europas Filmemachern gegründet, um die Interessen der europäischen Filmindustrie zu vertreten. Seit Anbeginn ist Berlin der Sitz des Vereins.
Die EFA vereint im Jahr 2025 rund 5000 Filmschaffende aus über 50 Ländern. Seit 1988 verleiht sie jährlich den Europäischen Filmpreis.

## Geschichte
Im November 1988 wurde anlässlich der ersten Verleihungszeremonie die Europäische Kinogesellschaft von Filmemachern gegründet. Erster Präsident war der schwedische Regisseur Ingmar Bergman, seit 1991 heißt sie "Europäische Filmakademie". 1996 wurde der deutsche Filmemacher Wim Wenders ihr Präsident (bis Ende 2020) und der britische Produzent Nik Powell zum neuen Vorsitzenden gewählt. 2003 wurde der französische Produzent Humbert Balsan ihr neuer Vorsitzender.

## Organisation

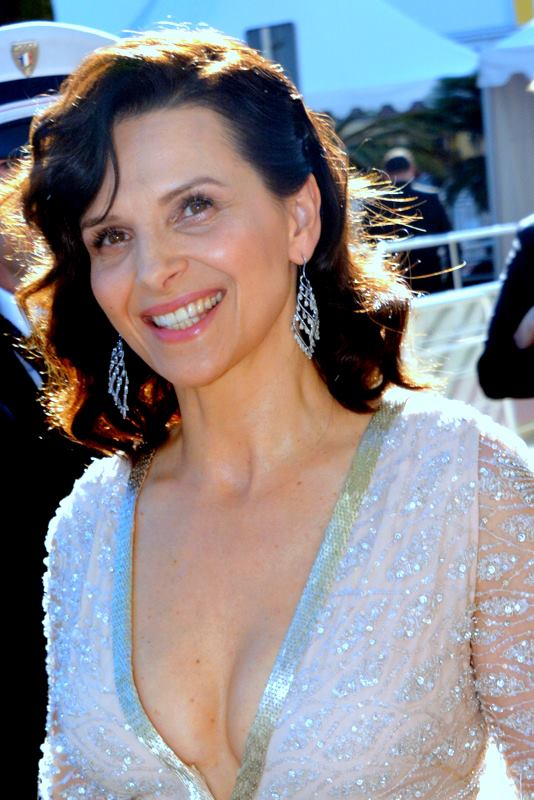
Juliette Binoche, Präsidentin

- Präsidentin: Juliette Binoche (seit Mai 2024)[1]
- Vorstandsvorsitzender: Mike Downey (seit 2020)
- Direktor: Matthijs Wouter Knol (seit 2021)
- Stellvertretende Vorsitzende: Rebecca O’Brien, Ada Solomon
- Vorstandsmitglieder: Graziella Bildesheim, Bettina Brokemper, Virginie Devesa, Joana Domingues, Marta Donzelli, Ildikó Enyedi, Nina Hoss, Mike Goodridge, Baltasar Kormákur, Christophe Leparc, Leontine Petit, Antonio Saura, Katriel Schory, Jim Sheridan, Mira Staleva, Joanna Szymańska.
- Ehrenmitglieder: Sir Ben Kingsley, István Szabó

### Mitgliedschaften der Länder

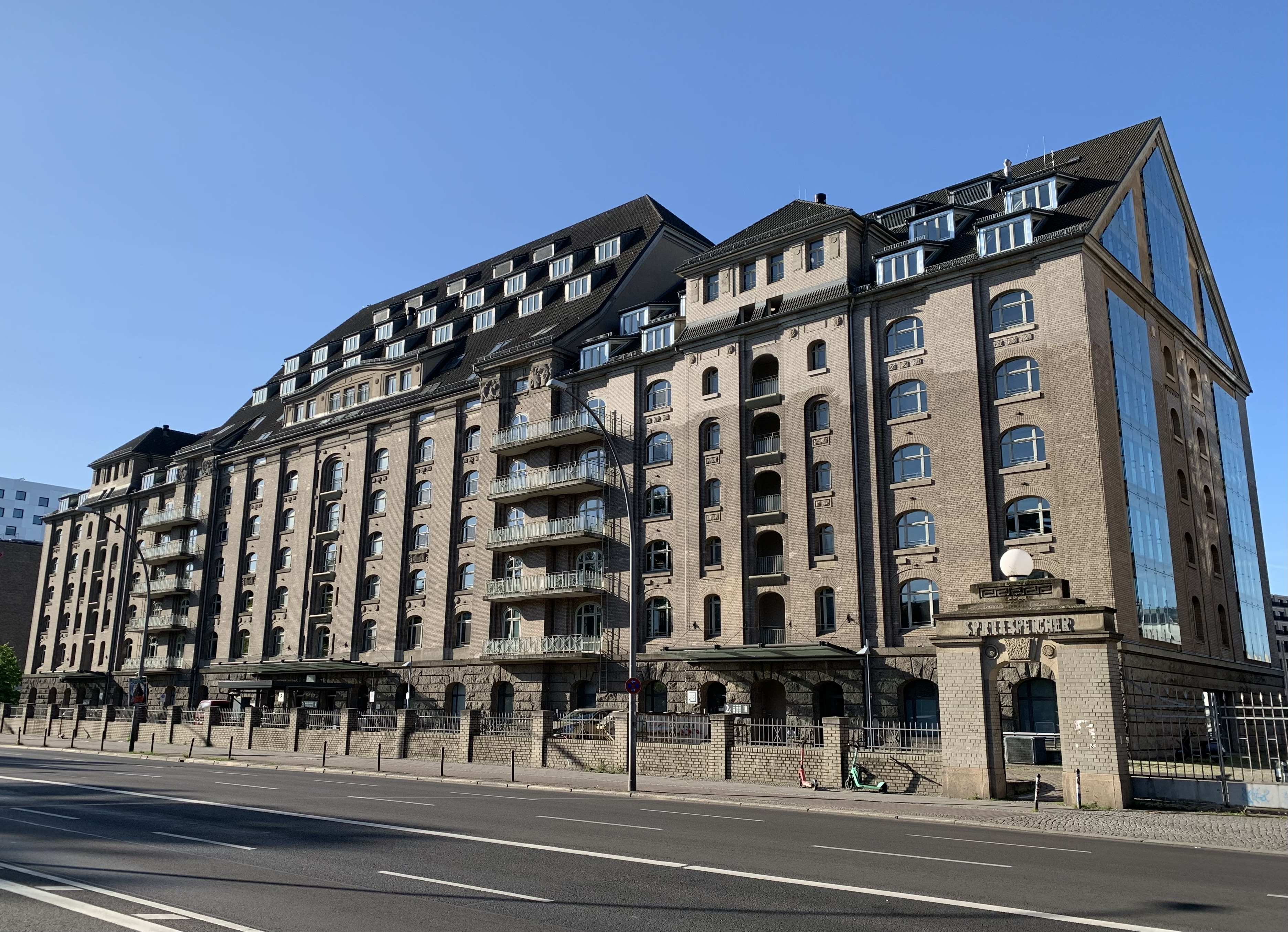
Sitz der Europäischen Filmakademie in Berlin

Anzahl der EFA Mitglieder pro Land (Stand: 2020):
| - Deutschland 532 - Vereinigtes Königreich 321 - Frankreich 279 - Italien 256 - Spanien 236 - Dänemark 185 - Polen 142 | - Niederlande 107 - Schweden 103 - Belgien 97 - Schweiz 92 - Israel 84 - Österreich 83 - Finnland 70 | - Irland 69 - Tschechische Republik - Ungarn 53 - Russland 49 - Island 48 - Bulgarien 40 - Rumänien 32 | - Serbien 31 - Kroatien 27 - Kosovo 23 - Estland 21 - Slowenien 21 |

Aufgelistet sind alle Länder, die mehr als 20 EFA-Mitglieder entsendet haben. Die Europäische Filmakademie ist in 52 Ländern aktiv.

## Europäischer Filmpreis

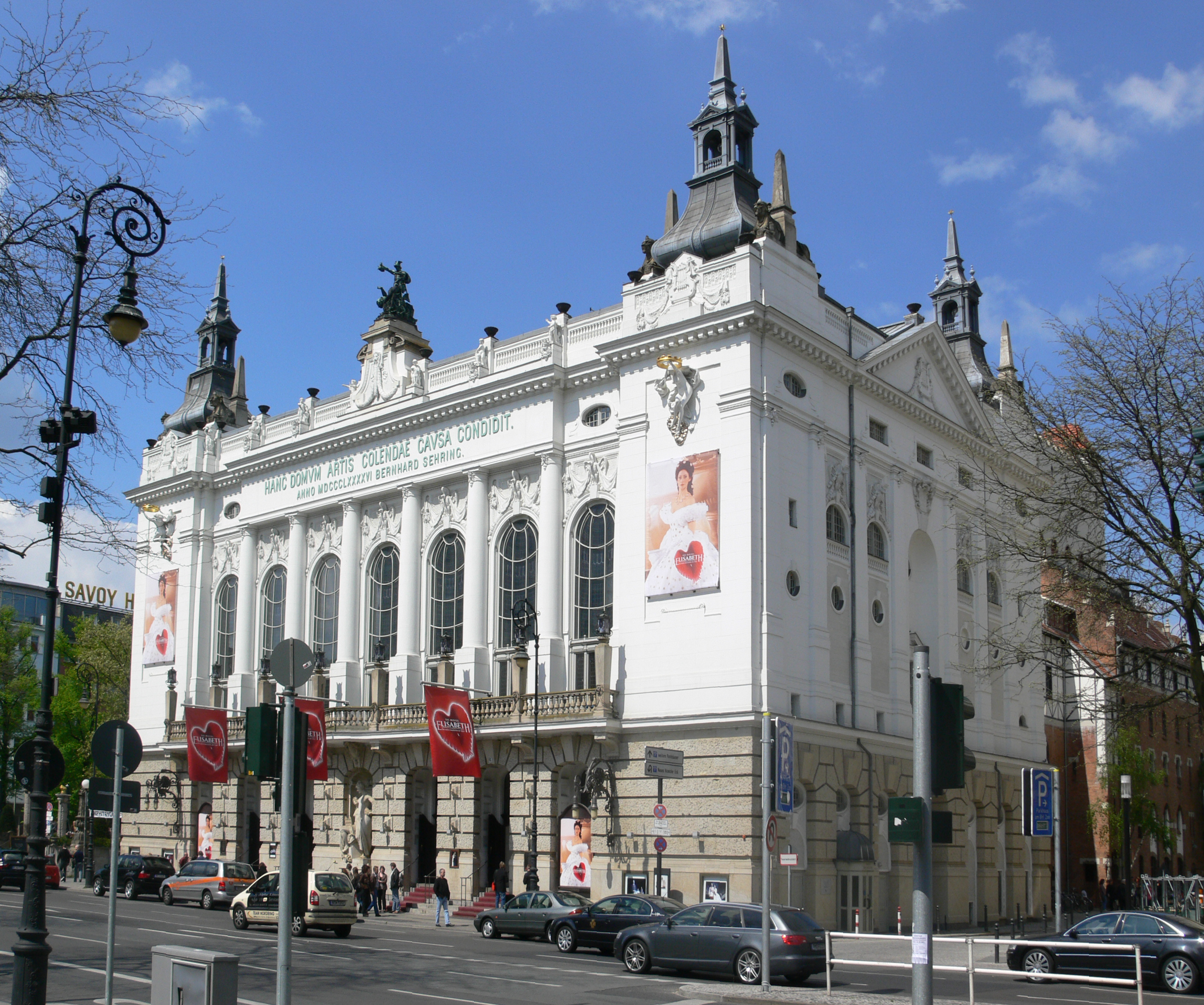
Das Theater des Westens, erster Vergabeort des Europäischen Filmpreis im Jahr 1988.

Die EFA verleiht seit 1988 jährlich den Europäischen Filmpreis. Neben dem Hauptpreis für den besten europäischen Film werden verschiedene weitere Preise verliehen. 2022 sind es insgesamt 26 ausgelobte Kategorien, darunter auch fünf Ehren- beziehungsweise Sonderpreise sowie drei Publikumspreise. Der Großteil der Gewinner wird von den EFA-Mitgliedern bestimmt.
Der Europäische Filmpreis wird jeweils an einem Samstag im Dezember im Rahmen einer Fernsehgala verliehen, die seit 1997 in ungeraden Jahren in Berlin, dem Sitz der Akademie, und in geraden Jahren in einer anderen europäischen Stadt stattfindet. Die Preisverleihung wird von über 20 Medienpartnern in ganz Europa live übertragen und gestreamt (2024).
Nach der 37. Ausgabe im Dezember 2024 soll die 38. Verleihung Mitte Januar 2026 stattfinden.

## Europäischer Filmclub
Im Jahr 2022 wurde der Europäische Filmclub durch die EFA ins Leben gerufen. In dem Club arbeiten insbesondere junge, filmaffine Europäer zusammen.

## Schätze der europäischen Filmkultur
Seit 2015 führt die EFA die Liste Schätze der europäischen Filmkultur, um Orte mit einer besonderen symbolischen Bedeutung für die Filmgeschichte Europas zu würdigen. Im Jahr 2022 umfasst die Liste 35 Einträge.

## Auszeichnungen
Im Jahr 2016 erhielt die EFA die Karlsmedaille für europäische Medien.